# Conrad de Wittelsbach
Conrad de Wittelsbach (ca. 1120/1125 – 25 d'octubre del 1200) fou arquebisbe de Magúncia (com a Conrad I) i arxicanceller d'Alemanya del 20 de juny del 1161 al 1165 i una segona vegada del 1183 fins a la seva mort. També fou cardenal de l'Església Catòlica Romana. Els diversos nomenaments que tingué estigueren relacionats amb la disputa per les investidures entre l'emperador i el papat.

## Biografia
Era fill del comte de Wittelsbach, Otto IV de Wittelsbach, i germà del duc Otó I de Wittelsbach. Estudià a Salzburg i a París. En el concili de Lodi. celebrat l'any 1161, l'emperador Frederic I del Sacre Imperi Romanogermànic el nomenà arquebisbe de Magúncia per acabar amb el cisma que hi havia en aquella seu entre Rudolf de Zähringen i Christian von Buch. En aquell mateix concili, l'emperador nomenà l'antipapa Víctor IV, en oposició al papa Alexandre III. A la mort de Víctor, l'any 1164, Rainald de Dassel, arquebisbe de Colònia, escollí com a antipapa a Pasqual III a Lucca. Conrad es negà a reconèixer l'autoritat del nou antipapa i això li feu perdre el suport de l'emperador. Llavors s'exilià a França i el 1165 anà a Roma, mentre que la seva seu fou assignada a Christian von Buch, tot i que Alexandre III encara el tenia com a l'autèntic arquebisbe de Magúncia. El 18 de desembre, el papa el feu vicari de l'església de San Marcello al Corso i després cardenal i bisbe de Sabina. Més tard el nomenà bisbe de Sora, a la Campània. Conrad fugí en saber que Christian anava cap a Roma amb un exèrcit imperial.
Amb el Tractat de Venècia del 1177, el papa fou obligat a reconèixer Christian com a legítim arquebisbe de Magúncia, però Conrad fou compensat amb l'arxidiòcesi de Salzburg (com a Conrad III). Tanmateix, Conrad mai deixà de considerar-se l'arquebisbe de Magúncia de ple dret. Quan Christian morí el 1183, Conrad tornà a assumir les responsabilitats en aquella ciutat, que, el 1160, havia sigut deprivada per l'emperador dels drets per l'assassinat de l'arquebisbe Arnold de Selenhofen. Les fortificacions s'havien enderrocat, però Conrad ordenà reconstruir-les i fer millores en la catedral.
Per l'abril o el maig del 1187, en la dieta de Gelnhausen, Conrad convencé els altres bisbes de donar suport a l'emperador en comptes de Roma. En la tardor del 1188, a Magúncia hi hagué un concili per convocar la Tercera Croada. Conrad marxà a la croada al capdavant d'un exèrcit el 1197, el mateix any que morí l'emperador Enric VI. Sortí del seu país el 17 d'abril del 1197.
Conrad, juntament amb els altres prínceps imperials, participà en l'elecció del nou rei, Frederick II. Mentre Conrad estava a Terra Santa actuà com a legat del papa Celestí III, i intervingué en la successió al Principat d'Antioquia. L'escollit fou Ramon Rupen, que preferí a l'altre candidat Bohemon IV d'Antioquia. El 6 de gener del 1199, amb el permís del papa, Conrad coronà Lleó com a primer rei d'Armènia Menor  i com a vassall del Sacre Imperi Romanogermànic. Més tard aquell any, tornà amb poders renovats nomenat pel papa Innocenci III. Aconseguí establir un armistici l'abril de l'any 1200 entre els Hohenstaufen i els Welf.
Com a cardenal bisbe de Sabina, signà les butlles papals escrites entre el 18 de març del 1166 i el 6 de novembre del 1199. Després de l'elecció del cardenal Ubaldo Allucingoli com a papa Luci III, el 1181, fou nomenat degà del Col·legi Cardenalici.
A començaments d'octubre anà a Hongria per reconciliar els dos germans Emeric i Andreu. En el viatge de retorn a Magúncia, quan passava pel camí entre Núremberg i Würzburg, morí a Rietfeld , o segons altres fonts el lloc va ser Riedfeld, una vila a prop de Neustadt, ciutat que en aquell temps formava part del Regne d'Hongria. Fou enterrat en la catedral de Magúncia.